# Te pareces mucho a mí/También yo
También yo es el álbum debut de Daniela Romo editado en 1979. 
Hace sus primeros pasos en la escena musical, interpretando canciones de Lolita de la Colina, que a pesar de la calidad de este álbum, y aunado a la falta de promoción, no obtuvo el éxito esperado, esto debido a la temática adulta de las letras para una entonces joven cantante. Además los ejecutivos de Televisa hicieron todo lo posible para "potenciar" su rol en Telenovelas y de esta manera dejando nulo todo intento por promoverlo.
A 4 años de este infructuoso debut musical fue en 1983 con su disco homónimo Daniela Romo que creció su fama como cantante y debido a ello Sony Music decide relanzar el álbum con el nombre de otro tema incluido en el mismo: 'Te pareces mucho a mí' en 1985 esta vez con una discreta presencia en el mercado.
Hoy en día este disco es objeto de culto por parte de sus fanes y debido a sus 2 lanzamientos en diferentes años es que se le conoce como: "Te pareces mucho a mí/También yo".

## Lista de canciones
Todas las canciones fueron compuestas por Lolita de la Colina, con arreglos y dirección de orquesta de Chucho Ferrer.
1. Tratando De Hacerme Feliz
2. Que Inocente Fui
3. Todo Pasa
4. Canción Para Tu Alcoba
5. A Saber
6. Te Pareces Mucho A Mí
7. También Yo
8. Poca Cosa
9. Que Tengas Un Buen Día
10. El Mejor De Mis Amores

- Datos: Q7681033